# U-65 (1939)
U-65 — німецький великий океанський підводний човен класу IX-B військово-морських сил Третього Рейху.

## Історія
- У 1-му поході U-65 брав участь в операції «Weserübung» 9 квітня 1940 — 14 травня 1940. Пройшов 4583 мм над і 877 мм під водою без жодних перемог.

- У 2-му поході 8 червня 1940 — 7 липня 1940 пройшов 5880 мм над і 491 мм під водою. 13 червня 1940 вийшов з Бергену, пройшов Північну протоку, Біскайську затоку, мис Фіністерре. 20 червня пошкодив британський пароплав «Clan Ogilvy» з конвою SL-36, 1 липня пошкодив нідерландський пароплав «Amstelland», 21 червня 1940 затопив нідерландський пароплав «Berenice», 22 червня французький пароплав «Amienois».

- У 3-му поході 8 серпня 1940 (Вільгельмсгафен) — 19 серпня 1940 (Лор'ян) висадив двох агентів у Ірландії. Кораблі не атакував. З 22 серпня ремонтувався у Бресті.

- У 4-му поході 28 серпня 1940 (Брест) — 25 вересня 1940 (Лор'ян) пройшов 7542 мм над і 379 мм під водою. Затопив 15 вересня норвезький корабель «Hird» з конвою SC-3, 17 вересня британський пароплав «Tregenna» з конвою HX-71[en].

- У 5-му поході 15 жовтня 1940 — 10 січня 1941 пройшов з порту Лор'ян 18 776,5 мм. 7—9 грудня поповнив запаси з корабля «Nordmark»[de]. Затопив 15 листопада 1940 британський пароплав «Kohinur» з конвою OB-235 і взяв у полон одного моряка, норвезький танкер «Havbør»; 16 листопада британський пароплав «Fabian» з конвою OB-234, 18 листопада британський танкер «Congonian», 21 грудня панамський танкер «Charles Pratt», 24 грудня британський танкер «British Premier» з конвою SL-60, 27 грудня норвезький пароплав «Risanger», 2 січня 1941 британський пароплав «Nalgora» з конвою OB-261 і 31 грудня пошкодив британський танкер «British Zeal».

- У 6-му поході 12 квітня 1941 о 18:00 вийшов з порту Лор'ян. 27 квітня затопив британський пароплав «Henri Mory» з конвою SL-68. 28 квітня затоплений глибинними бомбами з британського лідера «Дуглас». Спочатку затоплення зарахували корвету «Gladiolus». Загинули усі члени екіпажу.